# Capitolio

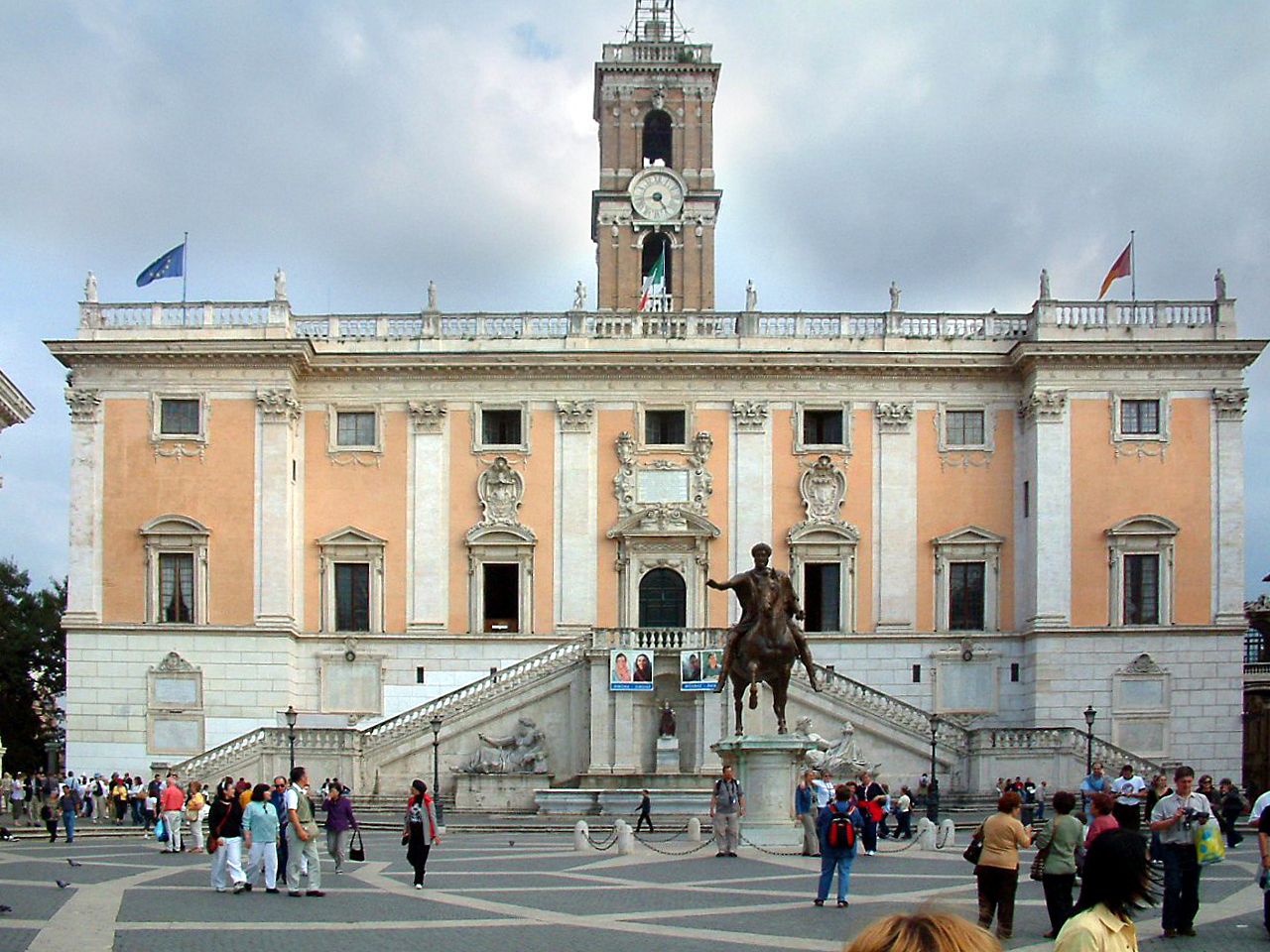
Piazza del Campidoglio (Plaza del Capitolio), en Roma, presidida por la estatua ecuestre del emperador Marco Aurelio, sobre el pavimento diseñado por Miguel Ángel y con el Ayuntamiento al fondo.

Capitolio, del latín capitolium, era una de las siete colinas de Roma sobre las que se fundó la primitiva ciudad. Era el centro religioso de Roma con el Templo de Júpiter Capitolino consagrado a la tríada Júpiter, Juno y Minerva. 
Su altitud es de 48 metros sobre el nivel del mar en el Arx (actual basílica de Santa María en Aracoeli), 35,9 metros sobre el nivel del mar en el Asylum (actual plaza del Campidoglio) y 44,7 metros sobre el nivel del mar en el propio Capitolio (palacio Caffarelli al Campidoglio). El Palacio del Senado es también la sede del Ayuntamiento de Roma.
El Capitolinus Mons era la ubicación del centro religioso y político establecido durante la antigua república romana. Actualmente se le conoce por el nombre en italiano "Campidoglio" y la plaza que lo forma fue diseñada por Miguel Ángel. En ella se encuentran actualmente —en los dos palacios gemelos a derecha e izquierda de la plaza— los Museos Capitolinos, así como la sede de la Alcaldía de Roma en el palacio Senatorio que está al fondo. Fue en la sede de la Alcaldía donde se firmaron en 1957 los Tratados de Roma, que dieron origen a la Comunidad Económica Europea y a la Comunidad Europea de la Energía Atómica. Los Museos Capitolinos albergan la imagen de la loba capitolina.
Por extensión cada ciudad romana debía tener su Capitolio. Posteriormente el nombre se ha usado para referirse al edificio que alberga el poder ejecutivo y/o legislativo de una ciudad, región o país. Como por ejemplo, el Capitolio de Toulouse, sede de la alcaldía de dicha ciudad francesa.

## Principales monumentos del Capitolio de la Roma antigua

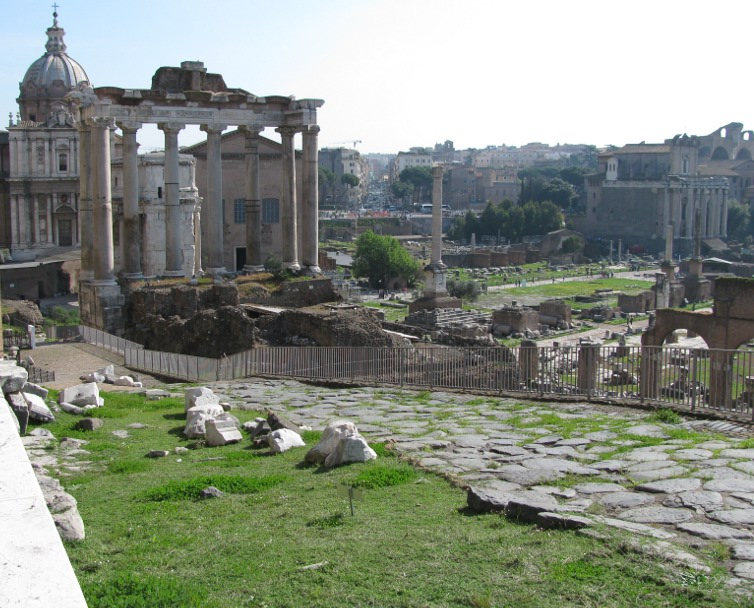
El Clivus Capitolinus con el Foro Romano al fondo.

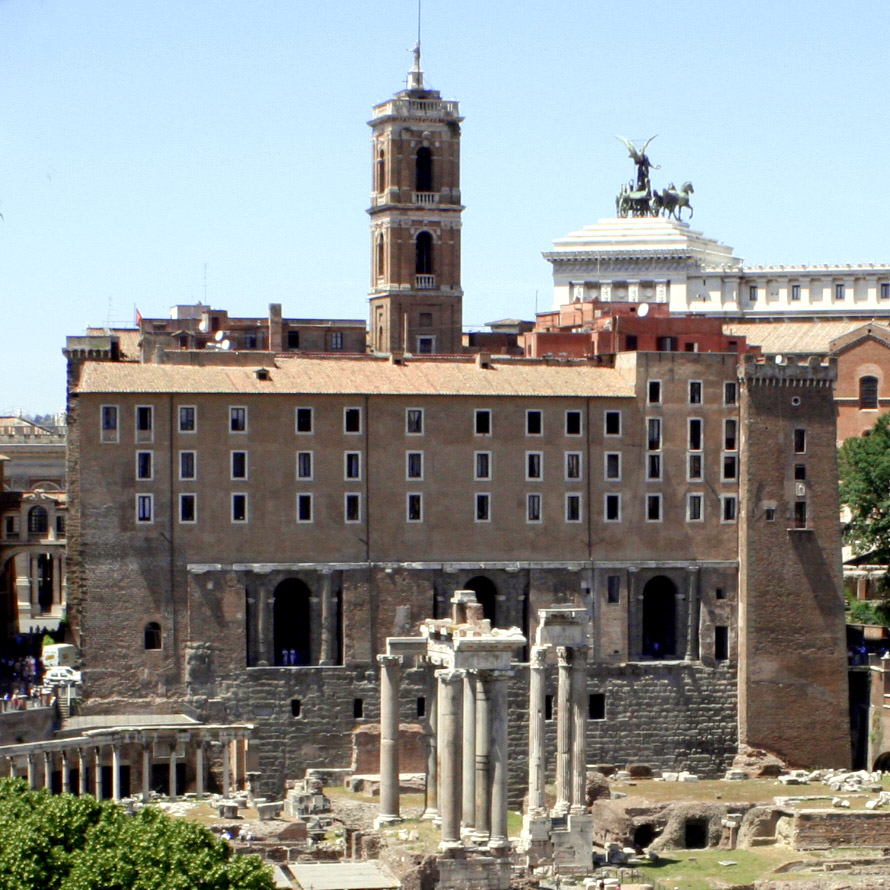
El Tabularium, visto desde el foro.

### Área Capitolina
El área Capitolina (en latín: area Capitolina o area Capitolii) es una vasta zona consagrada al aire libre que rodea el templo de Júpiter Capitolino en el Capitolium, la parte meridional de la colina Capitolina. Esta zona sagrada incluía numerosos templos y edículos dedicados a divinidades asociadas a Júpiter, así como numerosas estatuas, altares, columnas honoríficas, trofeos, pórticos y arcos de triunfo, entre ellos el de Escipión el Africano, decorado con siete estatuas de bronce dorado. También había numerosas estatuas y bustos de emperadores y generales, la mayoría de cuyas posiciones exactas aún hoy se desconocen. Según diversos autores antiguos, bajo Augusto había tantas estatuas aquí que mandó trasladar muchas de ellas al nuevo barrio del Campo de Marte.
Entre el Campidoglio y el monte Palatino se encontraba la puerta Carmentale, llamada así por el altar cercano dedicado a la ninfa Carmenta, madre del semidiós Evandro.

### Templo de Júpiter Capitolino
Según la antigua tradición romana, el templo de Júpiter Capitolino fue construido por iniciativa del rey Tarquinio el Viejo para reemplazar templos anteriores construidos por los sabinos. Fue terminado a finales del siglo VI a. C. por Tarquinio el Soberbio y dedicado en el 509 a. C., el primer año de la República romana. Este templo fue el más grande de la Roma republicana. Simbolizaba el poder de la ciudad y era su centro religioso.

### Templo de Juno Moneta
El templo de Juno Moneta fue construido en 343 a. C. por Lucio Furio Camilo, hijo del dictador Marco Furio Camilo, en el segundo punto más alto de la colina Capitolina, el Arx. Estaba dedicado a Juno Moneta, la diosa que advierte y aconseja, pero que también se considera protectora de las mujeres. Ha desaparecido casi por completo con el paso del tiempo. Cerca se encontraba la primera ceca romana.

### Tabularium
El Tabularium fue construido a petición de Sila en el año 78 a. C., bajo los consulados de Quinto Lutacio Cátulo y Marco Emilio Lépido. Es el único edificio de la antigua colina Capitolina que ha llegado hasta nuestros días con elementos significativos. Durante la Antigüedad, albergó los archivos del Estado romano. Las antiguas leyes se grababan en tablas de bronce.

## Capitolios fuera de Roma

### Capitolios romanos

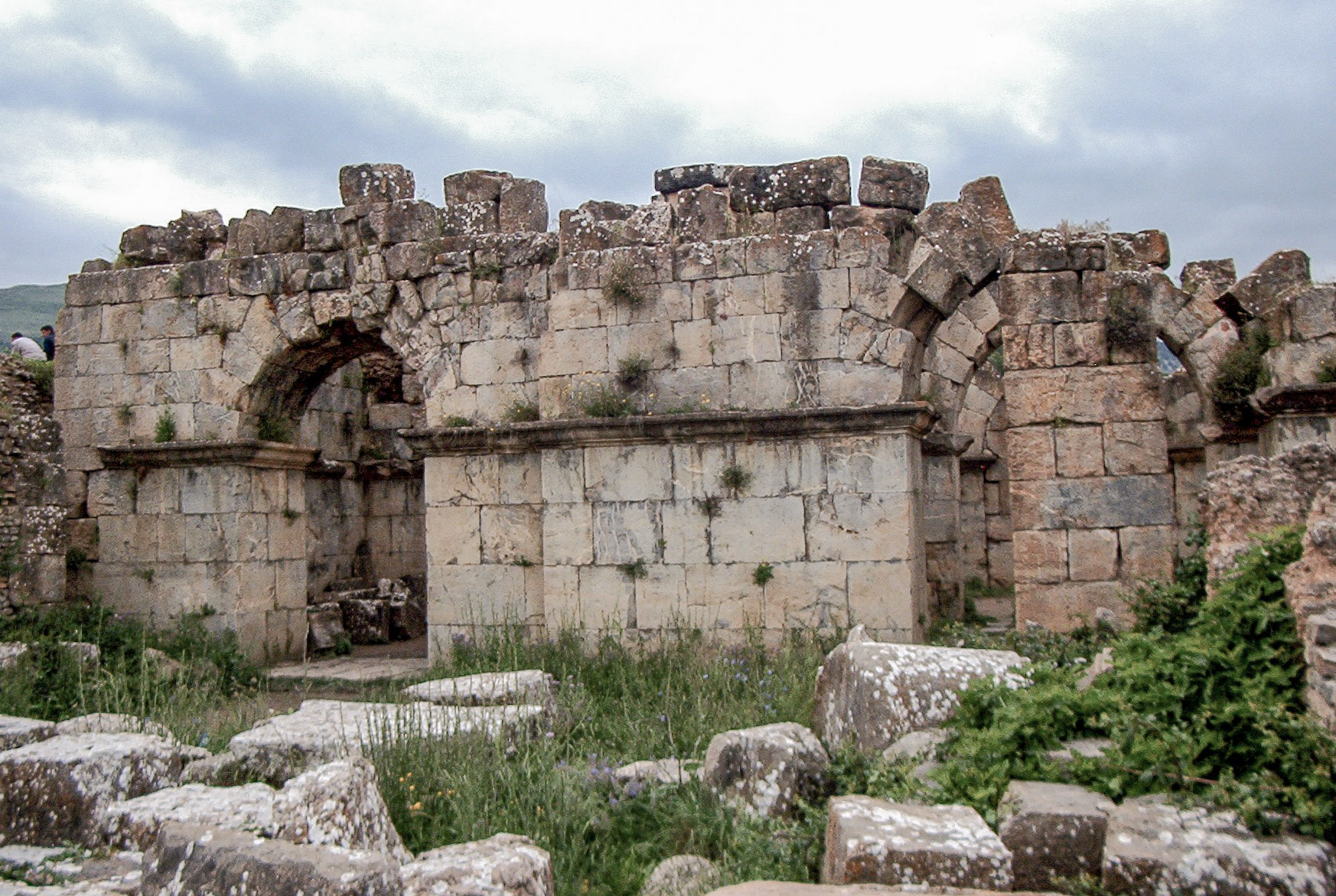
Restos del capitolio de la ciudad romana de Cuicul (actual Argelia).

Cada colonia romana tenía un capitolio, donde se construía un templo dedicado a Júpiter, Juno y Minerva, las divinidades de la tríada capitolina.

### Capitolios en los Estados Unidos

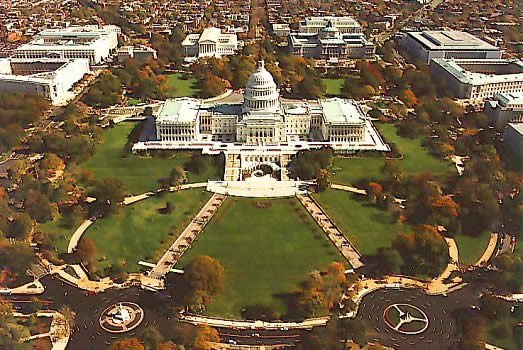
Vista aérea del Capitolio de los Estados Unidos. Washington, D. C.

Capitolio es el nombre usado generalmente en Estados Unidos para designar la sede física del poder legislativo. Por ejemplo, el Capitolio de los Estados Unidos alberga las dos cámaras del Congreso de los Estados Unidos.
Fue Thomas Jefferson quien eligió llamar capitolio al Congreso estadounidense. La relación entre ambos, sin embargo, no está clara.
Fue terminado de construir en 1800. El nombre se extendió posteriormente a las sedes de las legislaturas de cada uno de los Estados. Quedando por extensión en muchos casos como un estilo arquitectónico en 40 de las 50 de los edificios de las legislaturas. En el Salón Nacional de las Estatuas del Capitolio de los Estados Unidos  descansa la estatua del franciscano español fray Junípero Serra.
El primer edificio en este estilo está en Williamsburg (Virginia). Construido en 1705 siendo la antigua sede de la legislatura colonial y las oficinas del Gobernador.

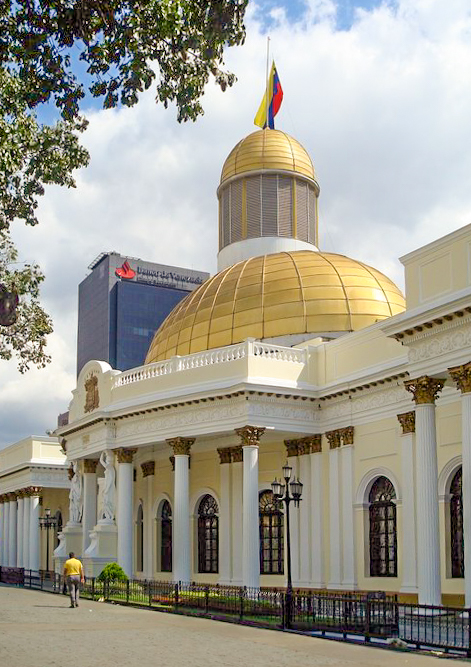
Palacio Federal Legislativo, en Caracas.

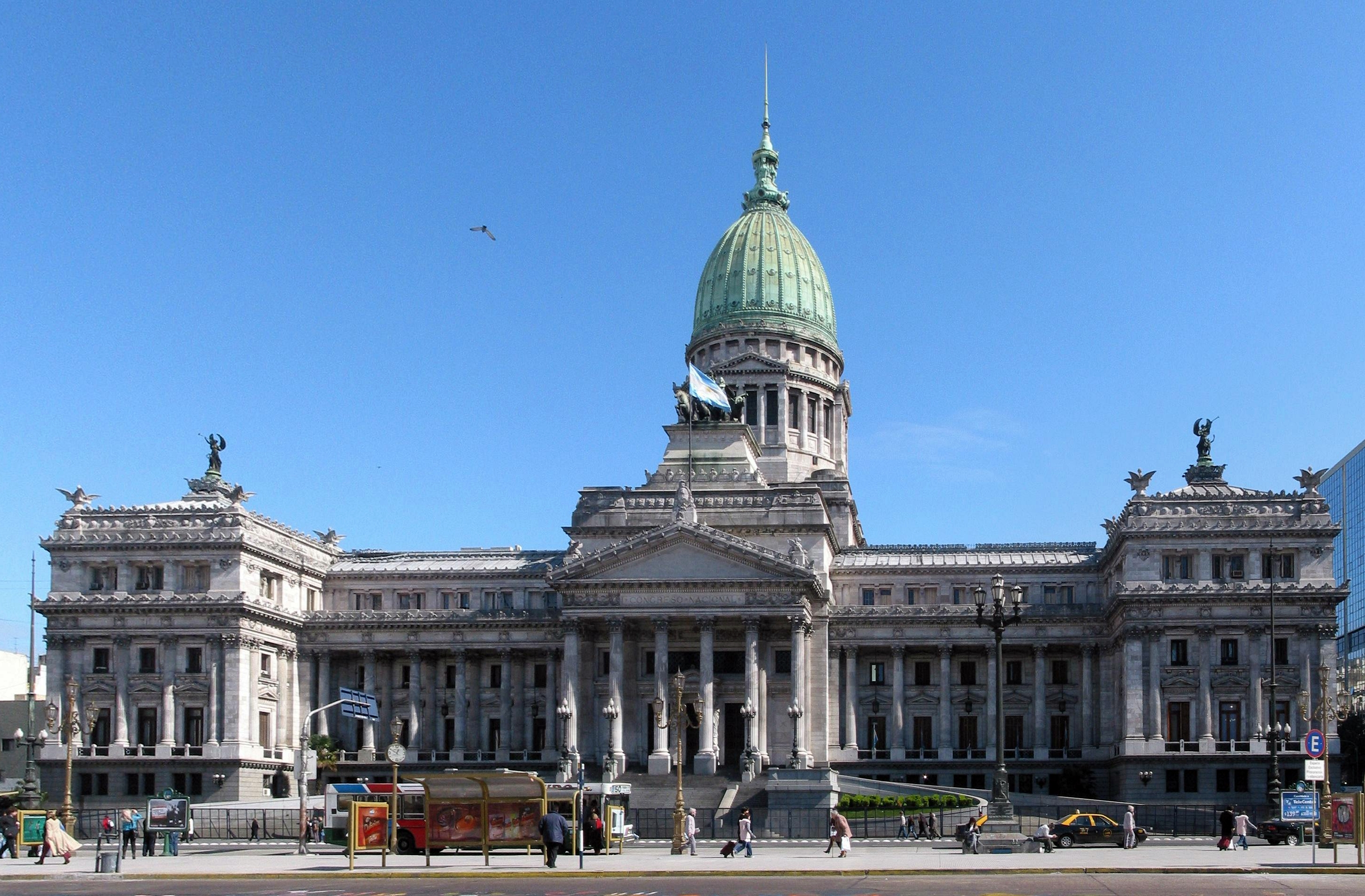
Fachada del Palacio del Congreso de la Nación Argentina.

### Capitolios en América

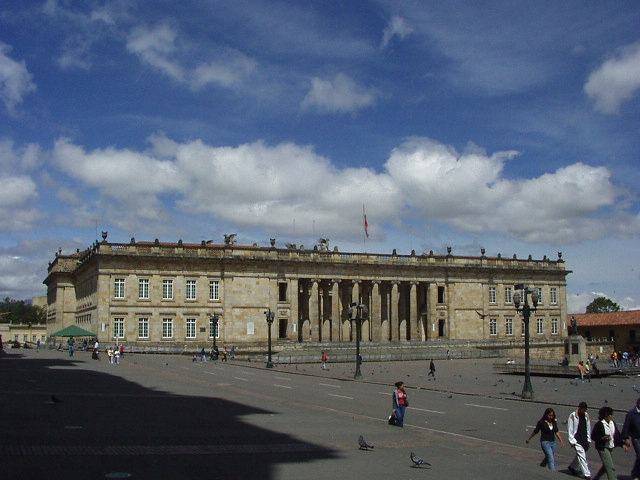
Capitolio Nacional de Colombia.

El nombre se usa también algunas partes de América donde se tiene:
- El Capitolio Nacional de Colombia, construido entre 1847 y 1926.
- Capitolio Federal o Palacio Federal Legislativo, sede de la Asamblea Nacional de Venezuela. Construido entre 1872-1877.
- El Capitolio de La Habana. Construido entre 1925 y 1929. Antigua sede legislativa de Cuba hasta 1959. Desde 1962 hasta 2010 fue sede de la Academia de Ciencias de Cuba y el Ministerio de Ciencia, Tecnología y Medio Ambiente.
- Capitolio de Valencia, Venezuela, construido entre 1768 y 1874.
- Capitolio de los Estados Unidos, construido en 1800.

## Estilo de construcción
En algunos edificios que albergan el poder legislativo, y no necesariamente teniendo el nombre de Capitolio, también se imita o están fuertemente influenciados en la distribución y componentes arquitectónicos del Capitolio de Estados Unidos. Es un domo que cubre una rotonda central de la cual se ubican dos alas en las cuales están las respectivas cámaras legislativas. Todo el conjunto es de estilo neoclásico.
El Capitolio de Venezuela está enmarcado en un estilo neoclásico, con una cúpula elíptica bañada en oro, y siendo diferente al Capitolio de Estados Unidos y otras naciones en el continente americano.

## Capitolio en la ficción
En la trilogía de Suzanne Collins, "Los Juegos del Hambre", la ciudad principal del país posapocalíptico llamado Panem se llama el Capitolio. Es donde se concentra todo el poder y las riquezas, y es donde se controlan los Juegos del Hambre. El Presidente Snow es un ciudadano del Capitolio y dirige la nación desde allí. Los niños que viven allí no son elegibles para participar en los Juegos del Hambre. Los habitantes del Capitolio viven en lujo y exceso mientras que son sustentados por pequeños pueblos explotados por mismo capitolio.